# 6e étape du Tour d'Italie 2012

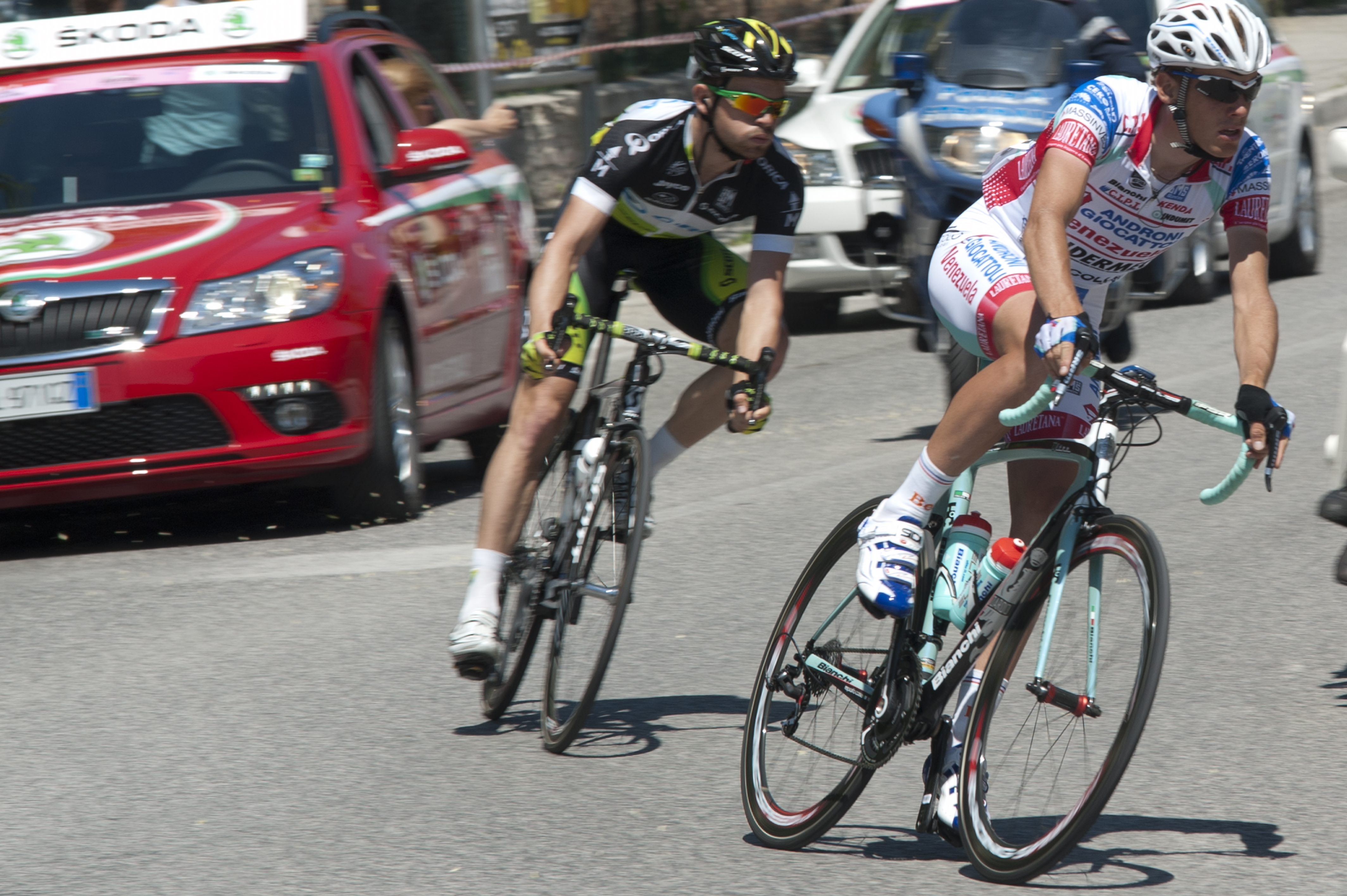

La 6e étape du Tour d'Italie 2012 s'est déroulée le vendredi 11 mai 2012, entre les villes de Urbino et de Porto Sant'Elpidio sur 210 km.

## Parcours de l'étape
Cette étape est la première étape de moyenne montagne de ce Giro.

## Déroulement de la course
Présent dans l'échappée matinale, Miguel Ángel Rubiano (Androni Giocattoli-Venezuela), qui profite également de son escapade pour s'emparer du maillot bleu de meilleur grimpeur, remporte l'étape, 1 minute 10 secondes devant 4 de ses ex-compagnons d'échappée, dont Adriano Malori (Lampre-ISD), 2e de l'étape et qui endosse le maillot rose. Le peloton termine à 1 minute 51 secondes. De nombreux sprinteurs sont lâchés, ainsi que le maillot rose Ramūnas Navardauskas (Garmin-Barracuda), Geraint Thomas (Sky) et Manuele Boaro (Saxo Bank), 7e au départ de l'étape, notamment. Thor Hushovd (BMC Racing) et Tyler Farrar (Garmin-Barracuda) abandonnent. Au classement général, Michał Gołaś (Omega Pharma-Quick Step), 3e de l'étape, est 2e à 15 secondes, Ryder Hesjedal (Garmin-Barracuda) 3e à 17 secondes, Joaquim Rodríguez (Katusha) 6e à 36 secondes.

## Classement de l'étape
|    | Coureur              | Pays           | Équipe                       |    | Temps           |
| -- | -------------------- | -------------- | ---------------------------- | -- | --------------- |
| 1  | Miguel Ángel Rubiano | Colombie       | Androni Giocattoli-Venezuela | en | 5 h 38 min 30 s |
| 2  | Adriano Malori       | Italie         | Lampre-ISD                   | +  | 1 min 10 s      |
| 3  | Michał Gołaś         | Pologne        | Omega Pharma-Quick Step      |    | 1 min 10 s      |
| 4  | Aleksandr Dyachenko  | Kazakhstan     | Astana                       |    | 1 min 10 s      |
| 5  | Cesare Benedetti     | Italie         | NetApp                       |    | 1 min 10 s      |
| 6  | Daryl Impey          | Afrique du Sud | Orica-GreenEDGE              |    | 1 min 51 s      |
| 7  | Filippo Pozzato      | Italie         | Farnese Vini-Selle Italia    |    | 1 min 51 s      |
| 8  | Fabio Sabatini       | Italie         | Liquigas-Cannondale          |    | 1 min 51 s      |
| 9  | Francisco Ventoso    | Espagne        | Movistar                     |    | 1 min 51 s      |
| 10 | Michał Kwiatkowski   | Pologne        | Omega Pharma-Quick Step      |    | 1 min 51 s      |

## Classement général
|    | Coureur               | Pays       | Équipe                       |    | Temps            |
| -- | --------------------- | ---------- | ---------------------------- | -- | ---------------- |
| 1  | Adriano Malori        | Italie     | Lampre-ISD                   | en | 20 h 25 min 28 s |
| 2  | Michał Gołaś          | Pologne    | Omega Pharma-Quick Step      | +  | 15 s             |
| 3  | Ryder Hesjedal        | Canada     | Garmin-Barracuda             |    | 17 s             |
| 4  | Miguel Ángel Rubiano  | Colombie   | Androni Giocattoli-Venezuela |    | 30 s             |
| 5  | Christian Vande Velde | États-Unis | Garmin-Barracuda             |    | 32 s             |
| 6  | Joaquim Rodríguez     | Espagne    | Katusha                      |    | 36 s             |
| 7  | Peter Stetina         | États-Unis | Garmin-Barracuda             |    | 37 s             |
| 8  | Daniel Moreno         | Espagne    | Katusha                      |    | 39 s             |
| 9  | Enrico Gasparotto     | Italie     | Astana                       |    | 39 s             |
| 10 | Luke Roberts          | Australie  | Saxo Bank                    |    | 41 s             |

## Classements annexes

### Classement par points
|   | Cycliste             | Pays        | Équipe                       | Points |
| - | -------------------- | ----------- | ---------------------------- | ------ |
| 1 | Matthew Goss         | Australie   | Orica-GreenEDGE              | 65     |
| 2 | Mark Cavendish       | Royaume-Uni | Sky                          | 53     |
| 3 | Miguel Ángel Rubiano | Colombie    | Androni Giocattoli-Venezuela | 36     |

### Classement du meilleur grimpeur
|   | Cycliste             | Pays     | Équipe                       | Points |
| - | -------------------- | -------- | ---------------------------- | ------ |
| 1 | Miguel Ángel Rubiano | Colombie | Androni Giocattoli-Venezuela | 24     |
| 2 | Michał Gołaś         | Pologne  | Omega Pharma-Quick Step      | 16     |
| 3 | Cesare Benedetti     | Italie   | NetApp                       | 7      |

### Classement du meilleur jeune
|   | Cycliste           | Pays       | Équipe                  |    | Temps            |
| - | ------------------ | ---------- | ----------------------- | -- | ---------------- |
| 1 | Adriano Malori     | Italie     | Lampre-ISD              | en | 20 h 25 min 28 s |
| 2 | Peter Stetina      | États-Unis | Garmin-Barracuda        | +  | 37 s             |
| 3 | Michał Kwiatkowski | Pologne    | Omega Pharma-Quick Step |    | 41 s             |

### Classement par équipes

#### Classement au temps
|   | Équipe                  | Pays       |    | Temps            |
| - | ----------------------- | ---------- | -- | ---------------- |
| 1 | Garmin-Barracuda        | États-Unis | en | 60 h 02 min 38 s |
| 2 | Omega Pharma-Quick Step | Belgique   | +  | 13 s             |
| 3 | Astana                  | Kazakhstan |    | 24 s             |

#### Classement aux points
|   | Équipe           | Pays       | Points |
| - | ---------------- | ---------- | ------ |
| 1 | Garmin-Barracuda | États-Unis | 158    |
| 2 | Orica-GreenEDGE  | Australie  | 133    |
| 3 | FDJ-BigMat       | France     | 99     |

## Abandons
- Tyler Farrar (Garmin-Barracuda) : abandon à la suite d'une chute lors d'une précédente étape
- Romain Feillu (Vacansoleil-DCM) : abandon
- Thor Hushovd (BMC Racing) : abandon
- Pablo Lastras (Movistar) : abandon à la suite d'une chute